# Gerd Truntschka
Gerhard Truntschka, detto Gerd (Landshut, 10 settembre 1958), è un ex hockeista su ghiaccio tedesco.

## Vita privata
Gerd Truntschka è fratello di Bernd Truntschka e zio di Nico Krämmer, entrambi giocatori di hockey su ghiaccio professionisti.

## Palmarès

### Club
- Campionato tedesco: 8

Colonia: 1984, 1986, 1987, 1988
Düsseldorfer EG: 1990, 1991, 1992
Hedos Monaco: 1994

### Individuali
- Giocatore tedesco dell'anno: 5

1984, 1987, 1988, 1990, 1991
- All Star Team del campionato del mondo di hockey su ghiaccio: 1

1987